# 宮村優子 (脚本家)
宮村 優子（みやむら ゆうこ、1958年7月24日 - ）は、日本の作家、脚本家。漫画の執筆も行う。
東京都出身。早稲田大学第二文学部卒業。

## 略歴・人物
東京都立豊多摩高等学校在学中に「旺文社全国学芸コンクール」入賞をきっかけに物語の執筆に興味を抱き、高校3年時の担任の勧めで早稲田大学第二文学部に進学する。大学時代、宮村裕子名義で下森真澄との「現役女子大生の本音」を売りにした「ANO ANO」を『月刊宝島』に連載。にっかつロマンポルノで『ANO・ANO　女子大生の基礎知識』として映画化もされた。
卒業後、フリーライターなどの活動を行う。『漫画アクション』の名物コラム・コーナー「アクション・ジャーナル」にも参加した。プロットライターを務めながらシナリオを学び、1984年に日本テレビ系の『25才たち・危うい予感』でシナリオライターとしてデビューした。
声優の宮村優子は同姓同名の別人。このことについて、「『あんたバカぁ?』の方ではない」という主旨の発言や、「宮村の出演する作品の脚本を書きたい」旨の記述がある。

## 作品

### テレビドラマ
- 25才たち・危うい予感（1984年、日本テレビ）
- ハーフポテトな俺たち（1985年 日本テレビ）
- 外科医・有森冴子（1990,1992年 日本テレビ）
- 夏色のアルバム（1990年、TBS）
- 看護婦物語〜小児病棟25時〜（1990年、日本テレビ 水曜グランドロマン）
- 君だけに愛を（1991年 日本テレビ 土曜グランド劇場）
- あなたの知らない世界 不思議な愛の物語 「帰郷」（1991年、日本テレビ）
- 連続テレビ小説（NHK）
  - 君の名は（1991年 - 1992年）
  - ぴあの（1994年）
  - 甘辛しゃん（1997年 - 1998年）
- おべんきょう（1992年 TBS 愛の劇場）
- 花嫁の憂うつ （1993年、読売テレビ ドラマシティ）
- 銀の雫 「インバネス」「連れ合い」（1993年、NHK総合 プライム10）
- オバサン咲いた!（1993年、NHK総合 土曜ドラマ）
- 子子家庭は危機一髪（1993年 TBS 愛の劇場）
- つばさ（1994年 NHK ドラマ新銀河）
- 赤ちゃんが来た（1994年 NHK ドラマ新銀河）
- 日本一短い「母」への手紙 「嫁ぐ日」（1995年、日本テレビ）
- 春よ、来い（1994-1995年 NHK 連続テレビ小説）[要出典]
- いらっしゃい（1996年、NHK総合 ドラマ新銀河）
- なんじゃもんじゃの木の下で（1997年 テレビ朝日）
- 活動寫眞の女（1999年 NHK）
- しくじり鏡三郎（1999年 NHK）
- 六番目の小夜子（2000年 NHK教育 ドラマ愛の詩）
- 夏の王様（2001年、NHK総合 ドラマDモード）
- 火曜サスペンス劇場（日本テレビ）
  - 警視庁鑑識班13（2002年）
  - 旅行添乗員 椿晴子「ごもっともでございます」（2004年）
- どっちがどっち!（2002年 NHK教育 ドラマ愛の詩）
- 赤ちゃんをさがせ（2003年、NHK総合 連続ドラマ）
- ゆうれい貸します（2003年 NHK 金曜時代劇）
- 慶次郎縁側日記（NHK 金曜時代劇）
  - 慶次郎縁側日記（2004年）
  - 慶次郎縁側日記2（2005年）
  - 慶次郎縁側日記3（2006年）
- こちら本池上署（2004年 TBS 月曜ナショナル劇場）
- 柳生十兵衛七番勝負 最後の闘い（2007年 NHK 木曜時代劇）
- 花の誇り（2008年 NHK 時代劇スペシャル）
- 風に舞いあがるビニールシート（2009年、NHK総合 土曜ドラマ）
- マドンナ・ヴェルデ〜娘のために産むこと〜（2011年 NHK ドラマ10）
- 港町相撲ボーイズ（2011年、NHK 富山発スペシャルドラマ）
- 極北ラプソディ（2013年 NHK）
- 七つの会議（2013年 NHK）
- 大河ドラマ 花燃ゆ（2015年 NHK）[1]
- 相棒season14　第14話「スポットライト」（2016年2月3日 テレビ朝日）
- 相棒season15　第9話「あとぴん〜角田課長の告白」（2016年12月7日 テレビ朝日）
- 花嵐の剣士 〜幕末を生きた女剣士・中澤琴〜（2017年、NHK BSプレミアム スーパープレミアム）
- アシガール（2017年 NHK 土曜時代ドラマ）
  - アシガールSP 〜超時空ラブコメ再び〜（2018年、NHK 特集ドラマ）
- そろばん侍 風の市兵衛SP〜天空の鷹〜（2020年、NHK 正月時代劇）
- わげもん〜長崎通訳異聞〜（2022年、NHK総合 土曜ドラマ）[7]
- おいち不思議がたり（2024年、NHK BSプレミアム4K・NHK BS BS時代劇）

### テレビアニメ
- 電脳コイル（2007年 NHK教育）第7話の脚本

### ラジオドラマ
- FMシアター バーバー・レッスン（2009年、NHK-FM）

## 著書
- 『Ano・ano : super real gal's magazine 』下森真澄,宮村裕子著 （1980年9月、JICC出版局） のち徳間文庫
- 『ANO・ANO 2 恋の教科書』下森真澄,宮村裕子著 （1981年、JICC出版局） のち徳間文庫
- 『君だけに愛を』宮村優子著 （1991年、ワニブックス）
- 『電脳コイル』（2007年4月19日第1巻発売、全13巻、徳間書店）